# Climacia areolaris
Climacia areolaris là một loài côn trùng trong họ Sisyridae thuộc bộ Neuroptera. Loài này được Hagen miêu tả năm 1861.